# Mitsubishi Lancer Evolution
Mitsubishi Lancer Evolution, hovorově také Lancer Evo, nebo jen Evo, je sportovní automobil vyráběný firmou Mitsubishi Motors. Do roku 2016 bylo vyrobeno již deset generací tohoto vozu. Všechny Lancery Evolution mají dvoulitrový motor s turbodmychadlem a pohon všech čtyř kol. Modely před Lancerem Evolution VII. měly primárně sloužit k účasti v šampionátech WRC (skupina A) a proto se musely odvíjet od sériově vyráběných Lancerů. První generace se objevila na trhu v roce 1992 a původně se počítalo pouze s prodejem v Japonsku, ale velký zájem a černý vývoz rozhodly, že Mitsubishi Lancer Evo IV. se do Evropy dostane i oficiálně. S osmou generací potom následoval i oficiální dovoz do USA. Výroba těchto vozů byla ukončena v roce 2016.

## Historie

### Evolution I (1992–1994)
První Lancer Evolution byl představen v roce 1992. Nový sportovní model měl značce Mitsubishi zajistit úspěchy v Mistrovství světa v rallye, toho se v té době účastnil tým Mitsubishi Ralliart Europe s vozem Galant VR-4. Lancer Evolution používal motor 4G63 z Galantu VR-4 – dvoulitrový, turbem přeplňovaný řadový čtyřválec s rozvodem DOHC, který vozu dodával výkon 184 kW (250 k) při 6000 otáčkách za minutu a točivý moment 309 Nm při 3000 otáčkách za minutu. Motor byl usazen do šasi páté generace Lanceru. Automobil měl poháněná všechna kola a dosahoval maximální rychlosti 228 km/h.
Lancer Evolution byl prodáván ve verzích RS a GSR. Levnější verze RS neobsahovala elektricky ovládaná okna, zadní stěrač a další výbavu a měla ocelová kola, kvůli kterým byla o 70 kg lehčí než verze GSR (1238 kg). Motor  Prvních 5000 kusů se prodalo v letech 1992 až 1993. 

#### Specifikace
| Verze             | Motor                            | Systém vstřikování | Vrtání × zdvih      | Kompresní poměr   | Maximální výkon                | Max. točivý moment     | Zrychlení 0–100 km/h | Max. rychlost     |
| Benzinové motory: | Benzinové motory:                | Benzinové motory:  | Benzinové motory:   | Benzinové motory: | Benzinové motory:              | Benzinové motory:      | Benzinové motory:    | Benzinové motory: |
| ----------------- | -------------------------------- | ------------------ | ------------------- | ----------------- | ------------------------------ | ---------------------- | -------------------- | ----------------- |
| 2.0 T             | R4 2,0 l (1997 cm³) , DOHC turbo | vstřikování EFi    | 85,00 mm × 88,00 mm | 8,5:1             | 184 kW (250 k) při 6000 ot/min | 309 Nm při 3000 ot/min | b/d                  | 228 km/h          |

### Evolution II (1994–1995)
Úspěšný Lancer Evolution I. byl nahrazen novou generací v prosinci roku 1993 a ta byla vyráběna až do roku 1995. Změny se týkaly především zlepšení řízení vozidla, zvětšení rozvoru a výšky, vylepšení karoserie o větší spoiler a pneumatik, které byly o 10 mm širší. Motor byl stejný, ale výkon byl o 6 kW větší při stejném točivém momentu.
Lancer Evolution II byl vyráběn od roku 1993 do roku 1995. Vylepšení sestávala hlavně ze zlepšení řízení, včetně menších úprav rozvoru náprav, větších stabilizátorů, karoserie vylepšené větším zadním spoilerem a o 10 mm širších pneumatik. Automobil měl palivovou nádrž o objemu 50 l. Automobil byl osazený stejným motorem jehož výkon se podařilo zvýšit na 188 kW/256 koní při stejném točivém momentu.

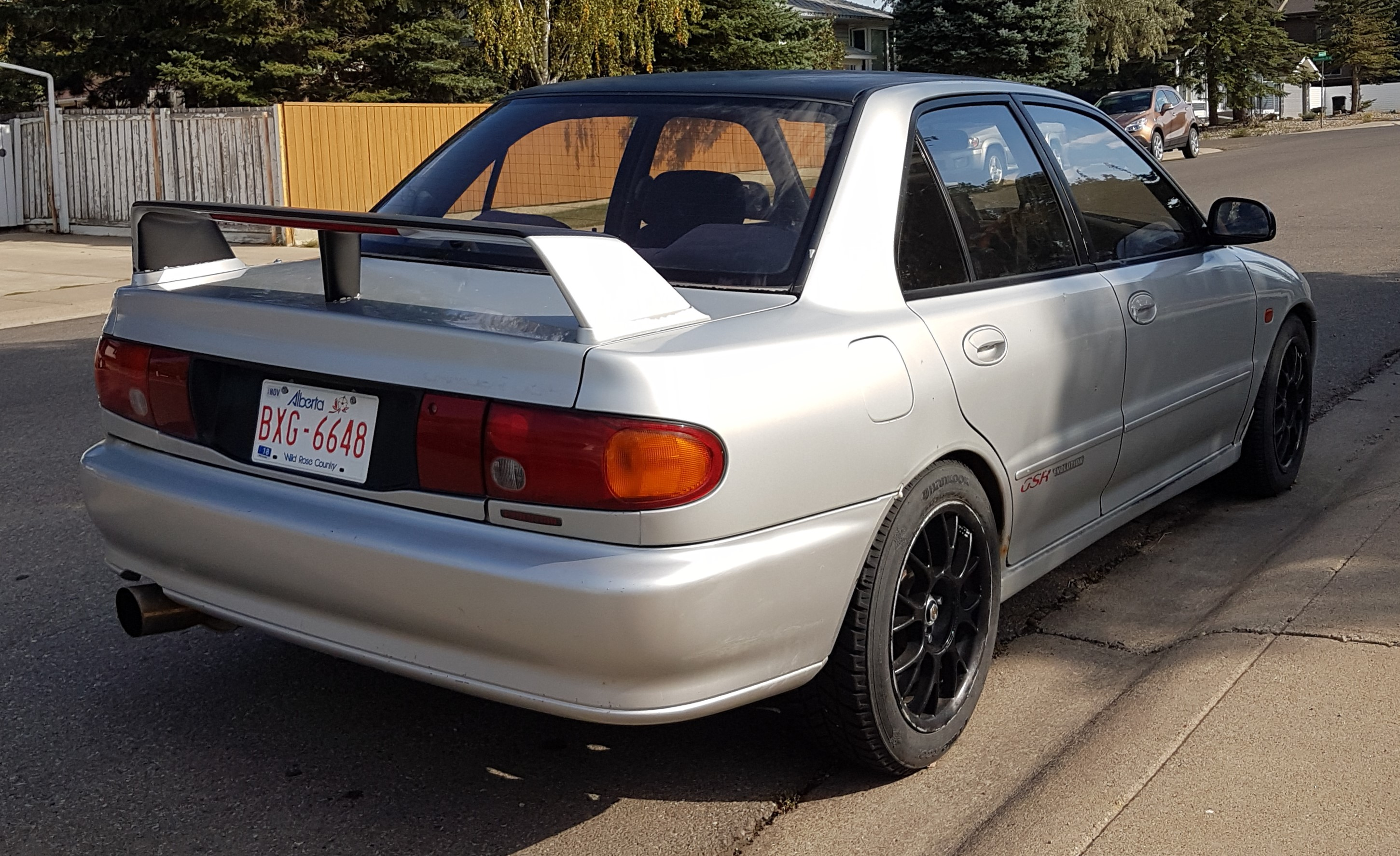
Pohled zezadu
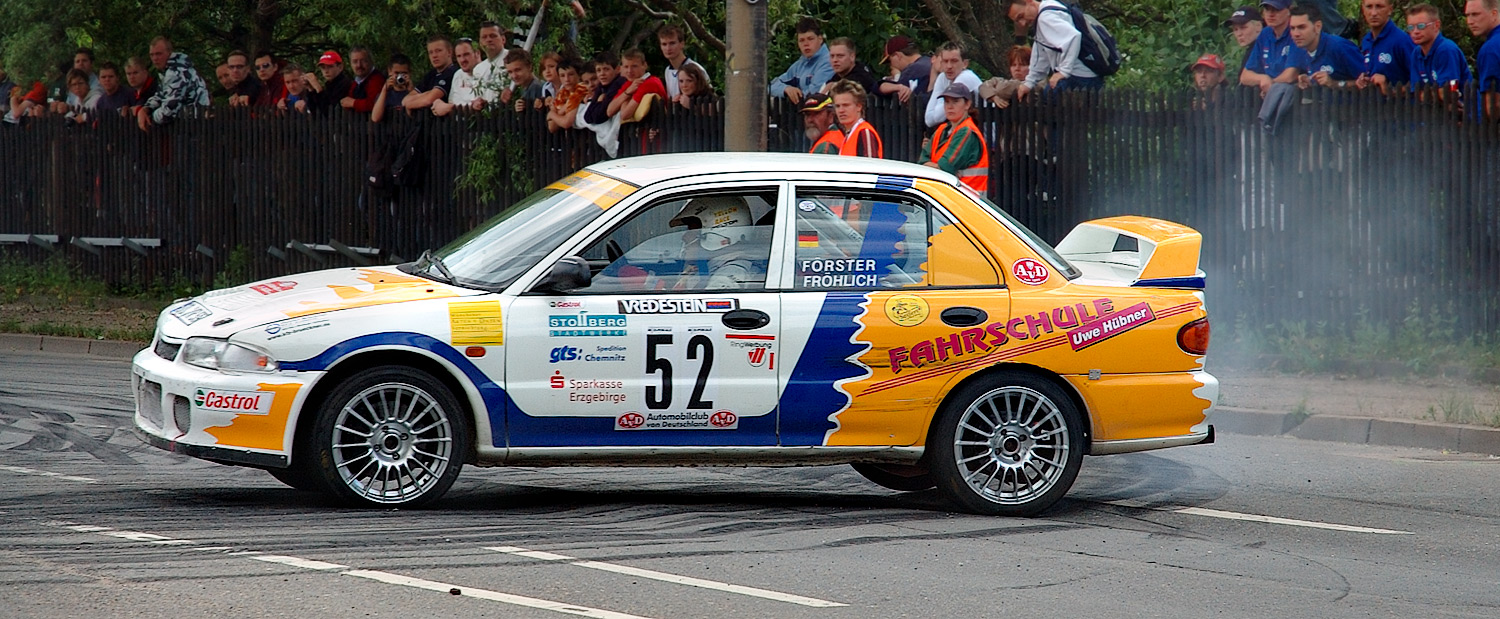
Lancer Evo II při rallye

#### Specifikace
| Verze             | Motor                            | Systém vstřikování | Vrtání × zdvih      | Kompresní poměr   | Maximální výkon                                  | Max. točivý moment     | Zrychlení 0–100 km/h | Max. rychlost     |
| Benzinové motory: | Benzinové motory:                | Benzinové motory:  | Benzinové motory:   | Benzinové motory: | Benzinové motory:                                | Benzinové motory:      | Benzinové motory:    | Benzinové motory: |
| ----------------- | -------------------------------- | ------------------ | ------------------- | ----------------- | ------------------------------------------------ | ---------------------- | -------------------- | ----------------- |
| 2.0 T             | R4 2,0 l (1997 cm³) , DOHC turbo | vstřikování EFi    | 85,00 mm × 88,00 mm | 8,5:1             | 191 kW (260 k) 260 koní (191 kW) při 6000 ot/min | 309 Nm při 3000 ot/min | b/d                  | 180 km/h          |

### Evolution III  (1995–1996)
V srpnu 1995 přišel na trh Lancer Evolution III, který měl několik vylepšení oproti předchozím modelům. Nový, více agresivní design a nově vymodelovaný nos pro zlepšení přívodu vzduchu k chladiči, mezichladiči a k brzdám. Nové postranní prahy, lišty zadního nárazníku a větší zadní spoiler byly montovány kvůli snížení hmotnosti. Upravený motor měl oproti předchozí generaci vyšší kompresní poměr (9,0:1), nové turbodmychadlo s označením TD05H-16G-7 a kompresor o průměru 68 mm s označením 16G6.

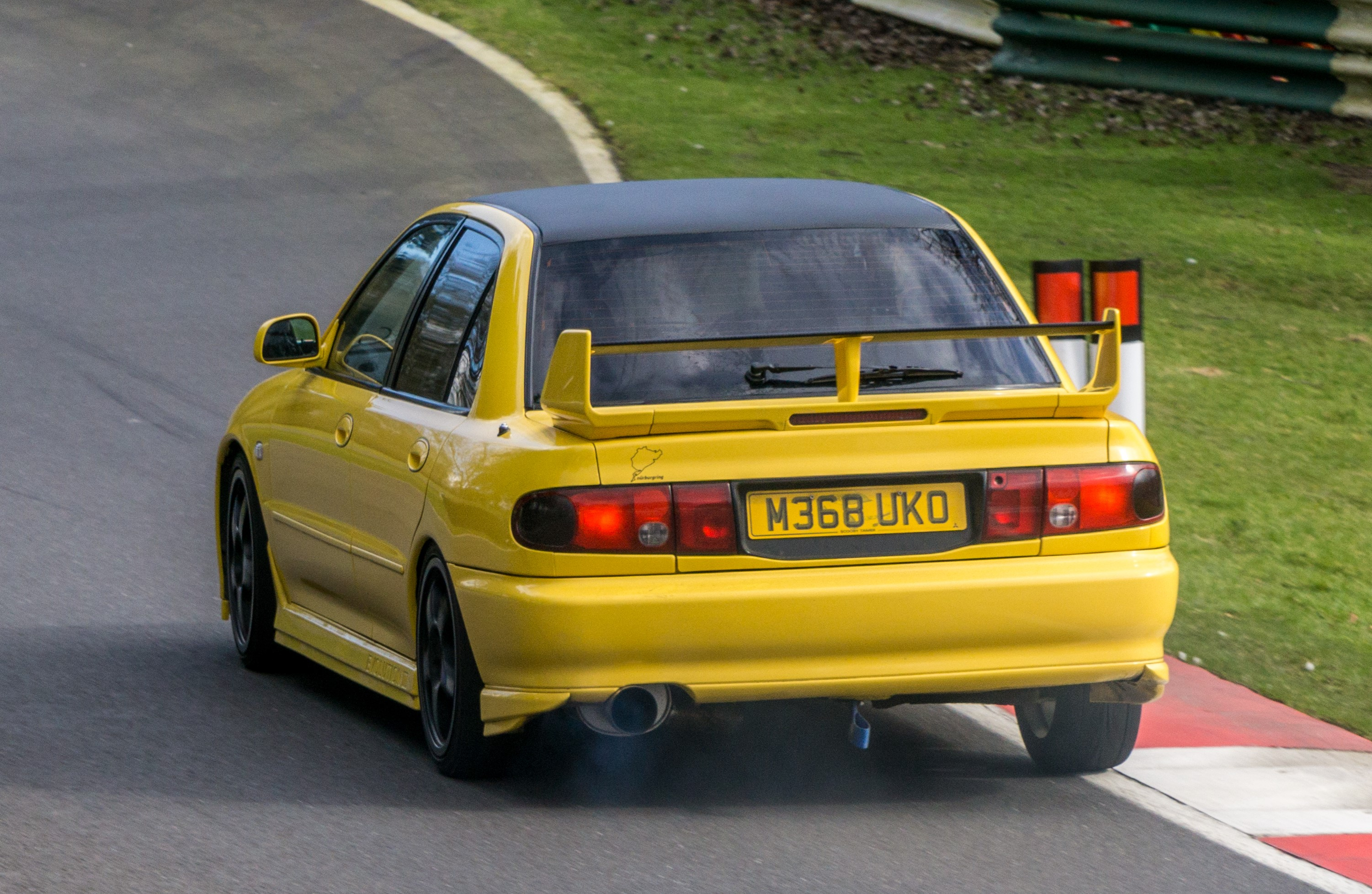
Pohled zezadu
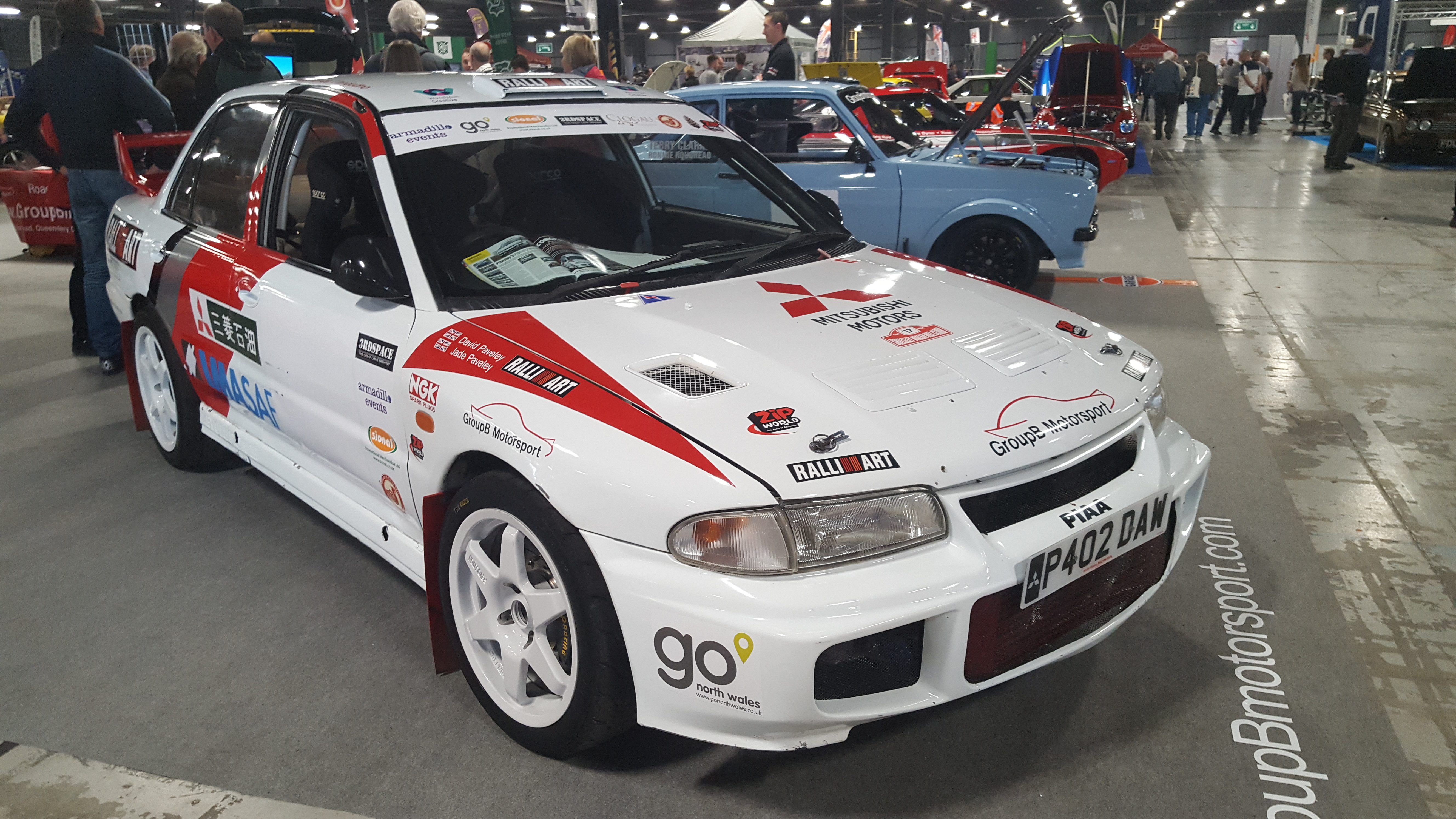
Lancer Evo III v barvách Ralliart

#### Specifikace
| Verze             | Motor                            | Systém vstřikování | Vrtání × zdvih      | Kompresní poměr   | Maximální výkon                   | Max. točivý moment     | Zrychlení 0–100 km/h | Max. rychlost     |
| Benzinové motory: | Benzinové motory:                | Benzinové motory:  | Benzinové motory:   | Benzinové motory: | Benzinové motory:                 | Benzinové motory:      | Benzinové motory:    | Benzinové motory: |
| ----------------- | -------------------------------- | ------------------ | ------------------- | ----------------- | --------------------------------- | ---------------------- | -------------------- | ----------------- |
| 2.0 T             | R4 2,0 l (1997 cm³) , DOHC turbo | vstřikování EFi    | 85,00 mm × 88,00 mm | 9,0:1             | 270 koní (198 kW) při 6250 ot/min | 309 Nm při 3000 ot/min | b/d                  | 180 km/h          |

### Evolution IV  (1996–1998)
Platforma Lanceru byla v roce 1996 kompletně změněna a také společně s verzí Evolution, který se stal celosvětově populární. Byly k dispozici dvě verze výbavy, a to RS a GSR. Verze RS byla vyrobena jako soutěžní automobil se samosvorným diferenciálem na přední nápravě a třecím samosvorným diferenciálem za zadní nápravě. Verze RS a GSR společně sdílely nové turbodmychadlo Twin Scroll, které pomohlo zvýšit výkon na 257 kW/350 koní při 6500 otáček/min a 422 Nm při 4000 ot/min. Ve verzi GSR se používal nový systém kontroly trakce Active Yaw Control, který přes senzory v řízení a v motoru počítačem rozděloval točivý moment na jednotlivá kola zadní nápravy. 
Evolution IV se odlišovala hlavně dvěma velkými mlhovkami v předním nárazníku (volitelně ve verzi RS) a nově navrženými zadními světly, které se staly standardem v dalších dvou generacích (Evolution V a Evolution VI). Tato generace měla zvýšená hmotnost o 40 kg, a to zejména v důsledku zvětšení počtu technologických zařízení, což bylo ale kompenzováno zvýšeným výkonem – hmotnost verze RS je 1260 kg a verze GSR je 1345 kg. Od této generace se konstruktéři Mitsubishi rozhodli zavést nové veze Lancerův Evolution i na civilní trh.

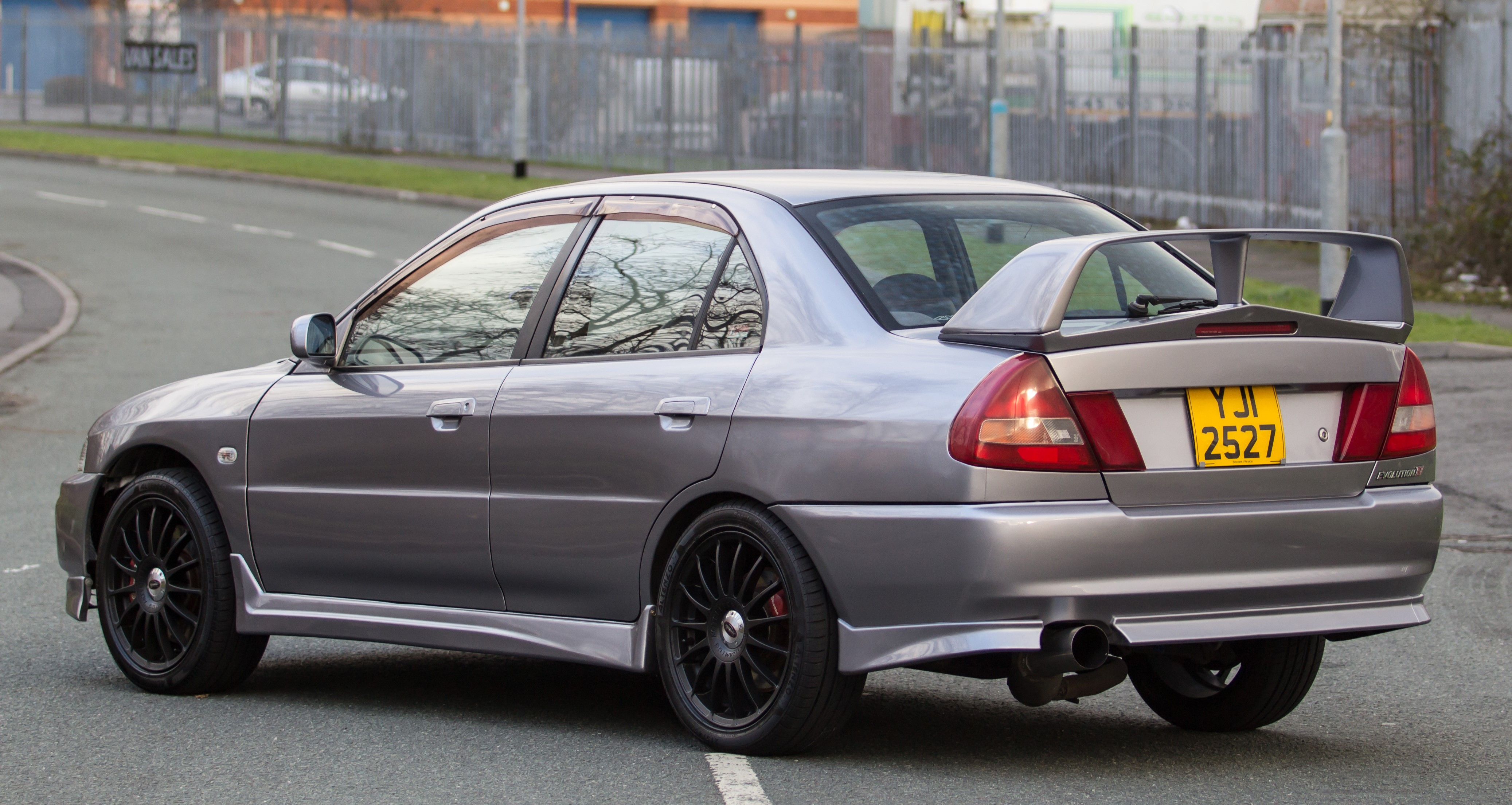
Lancerem Evolution IV zezadu
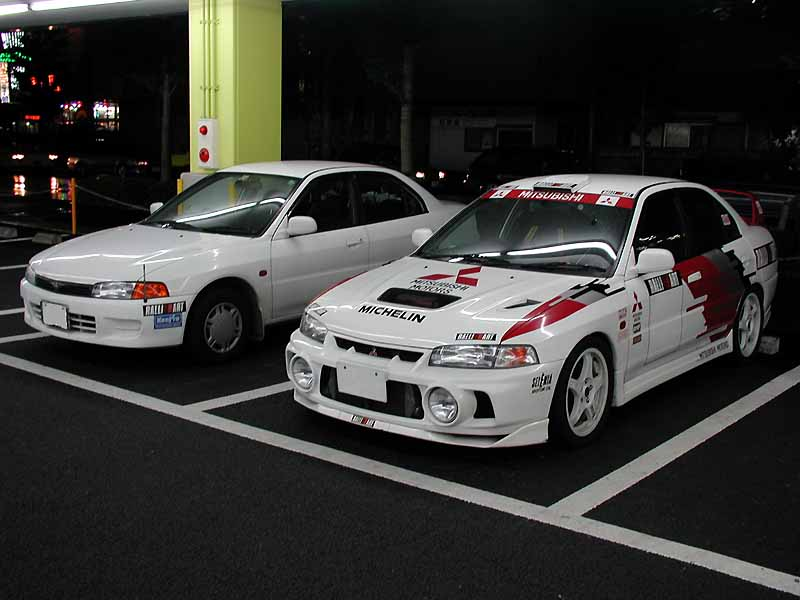
Mitsubishi Lancer spolu Lancerem Evo IV

#### Specifikace
| Verze             | Motor                            | Systém vstřikování | Vrtání × zdvih      | Kompresní poměr   | Maximální výkon                   | Max. točivý moment     | Zrychlení 0–100 km/h | Max. rychlost     |
| Benzinové motory: | Benzinové motory:                | Benzinové motory:  | Benzinové motory:   | Benzinové motory: | Benzinové motory:                 | Benzinové motory:      | Benzinové motory:    | Benzinové motory: |
| ----------------- | -------------------------------- | ------------------ | ------------------- | ----------------- | --------------------------------- | ---------------------- | -------------------- | ----------------- |
| 2.0 T             | R4 2,0 l (1997 cm³) , DOHC turbo | vstřikování EFi    | 85,00 mm × 88,00 mm | 8,8:1             | 280 koní (206 kW) při 6500 ot/min | 353 Nm při 3000 ot/min | 5,5 s                | 240 km/h          |

### Evolution V (1998–1999)
V roce 1997 vznikla pro  Mistrovství světa v rallye nová třída World Rally Car, a zatímco tyto automobily musely dodržovat Group A standardy, neměly dodržovat homologační předpisy. Mitsubishi přepracovalo Lancer Evolution IV s ohledem na tyto skutečnosti a představil Evolution V v roce 1998.
Bylo změněno mnoho aspektů vozidla jako:
- Ve verzi GSR byl přepracován interiér se sedačkami Recaro.
- Bodykit měl rozšířené oblouky blatníků vpředu i vzadu a nový hliníkový zadní spoiler nahrazující verzi IV FRP s nastavitelným úhlem pro změnu přítlaku.
- Rozchod kol byl zvětšen o 10 mm, ofset kol byl změněn z ET45 na ET38 společně s průměrem kol, který byl zvětšen z 16" na 17", kvůli montáži větších brzd Brembo
- Otvor brzdového válce byl zvětšen o 0,3 mm
- Motor byl posílen v několika oblastech a také časování vačky bylo zvětšeno. Byly odlehčeny písty a zmenšeny jejich obruby. 510 cc vstřikovače byly nahrazeny 560 cc vstřikovači pro lepší spolehlivost motoru. ECU jednotka byla vyměněna za jednotku zahrnující flash ROM, dovolující vyšší plnicí tlak turbodmychadla TD-05HR.

Kromě toho bylo turbodmychadlo opět vylepšeno. Točivý moment byl zvětšen na 373 Nm při 3000 ot/min. Výkon oficiálně zůstal stejný 206 kW/280 koní, ačkoli někteří prohlašují, že výkon byl ve skutečnosti poněkud vyšší.

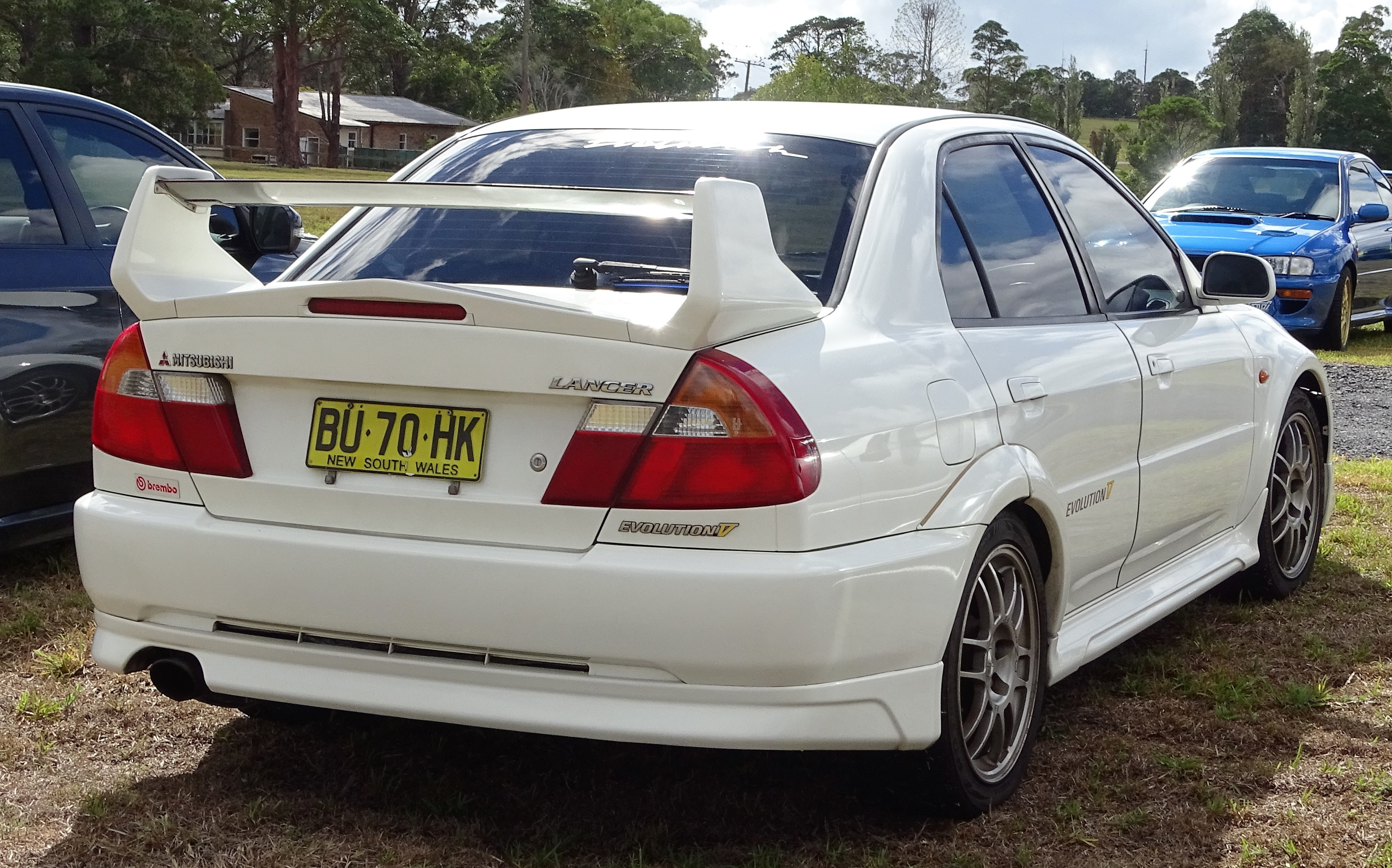
Lancerem Evolution V zezadu
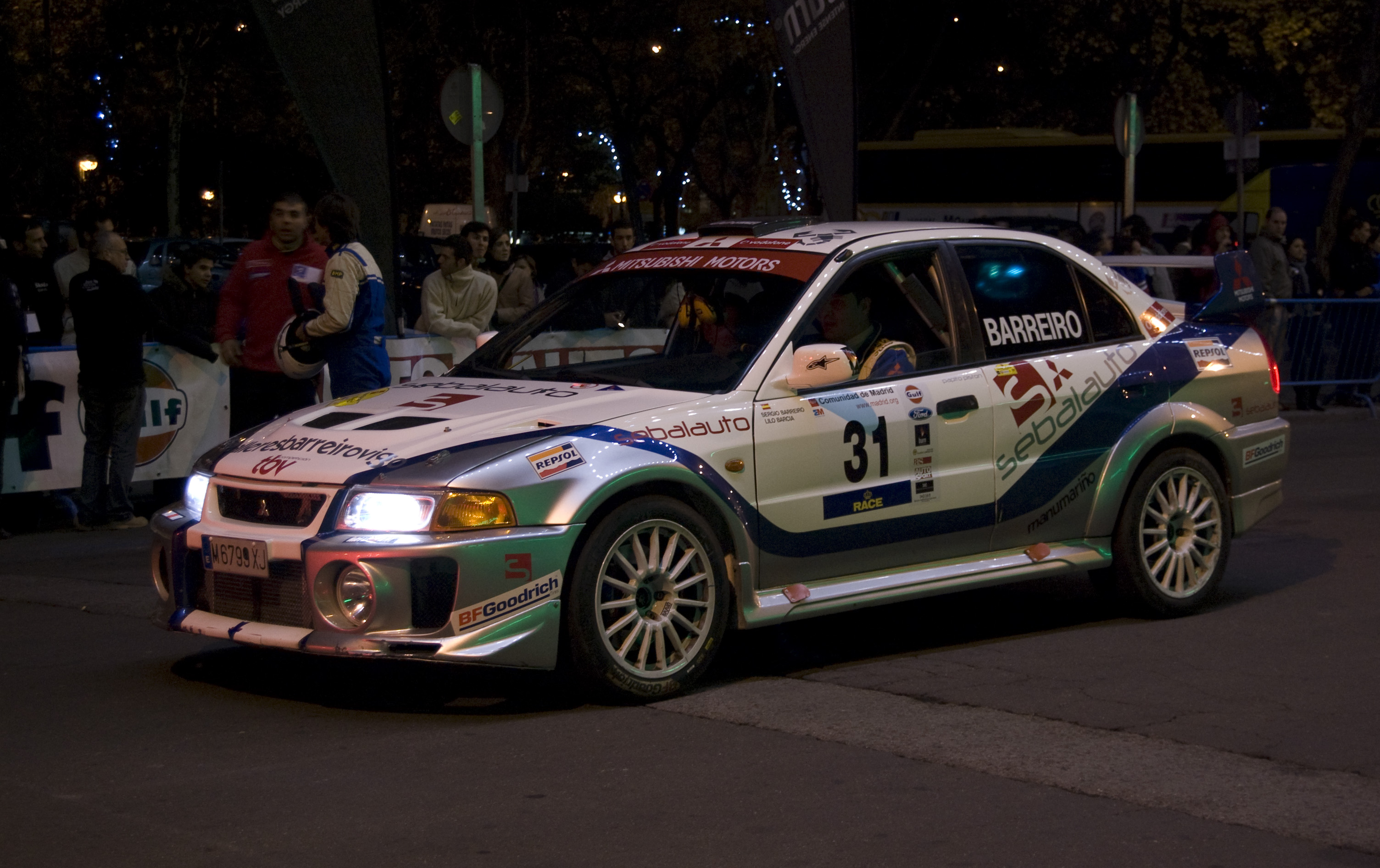
Lancerem Evolution V při rallye

#### Specifikace
| Verze             | Motor                            | Systém vstřikování | Vrtání × zdvih      | Kompresní poměr   | Maximální výkon                   | Max. točivý moment     | Zrychlení 0–100 km/h | Max. rychlost     |
| Benzinové motory: | Benzinové motory:                | Benzinové motory:  | Benzinové motory:   | Benzinové motory: | Benzinové motory:                 | Benzinové motory:      | Benzinové motory:    | Benzinové motory: |
| ----------------- | -------------------------------- | ------------------ | ------------------- | ----------------- | --------------------------------- | ---------------------- | -------------------- | ----------------- |
| 2.0 T             | R4 2,0 l (1997 cm³) , DOHC turbo | vstřikování EFi    | 85,00 mm × 88,00 mm | 8,8:1             | 280 koní (206 kW) při 6500 ot/min | 373 Nm při 3000 ot/min | 4,7 s                | 237 km/h          |

### Evolution VI (1999–2001)
Evolution VI se dočkala změn zaměřených především na chlazení a životnost motoru. Motor dostal větší mezichladič, větší olejový chladič, nové písty, spolu s titanovo-hliníkovými lopatkami turbodmychadla pro model RS, který byl první ve výrobě. Vůz dostal nový bodykit s nejvýraznější změnou na předním nárazníku, kde byly obrovské mlhovky zmenšeny a přestěhovaly se do rohů pro lepší proudění vzduchu. Modelovou řadu GSR a RS, doplnila verze známá jako RS2, tedy RS s několika doplňky z verze GSR. Další limitovaná edice RS byla známá jako RS Sprint, tedy verze RS laděná firmou Ralliart z Anglie. Verze RS Sprint byla odlehčena a rovněž byl zvýšen výkon na 246 kW/330 koní.
Ještě jedna limitovaná edice Lanceru Evolution VI se objevila v roce 1999. Tommi Mäkinen Edition, pojmenovaná podle finského rallyového závodníka Tommiho Mäkinena, který s Mitsubishi  vyhrál čtyřikrát mistrovství světa. Tato edice obsahovala jiný přední nárazník červeno-černá sedadla Recaro (s vyšitým nápisem Tommi Mäkinen), bílá 17" kola Enkei, kožený volant Momo a hlavice řadicí páky, titanové turbodmychadlo, výztuž tlumičů přední nápravy, snížený Kromě jiných barev byla edice Tommi Mäkinen byl v bílé, červené, černé, modré nebo stříbrné s možností speciálních nálepek podobných soutěžnímu vozu Tommiho Mäkinena. Toto auto je někdy označováno jako Evolution 6½, Evolution 6.5, nebo TME.

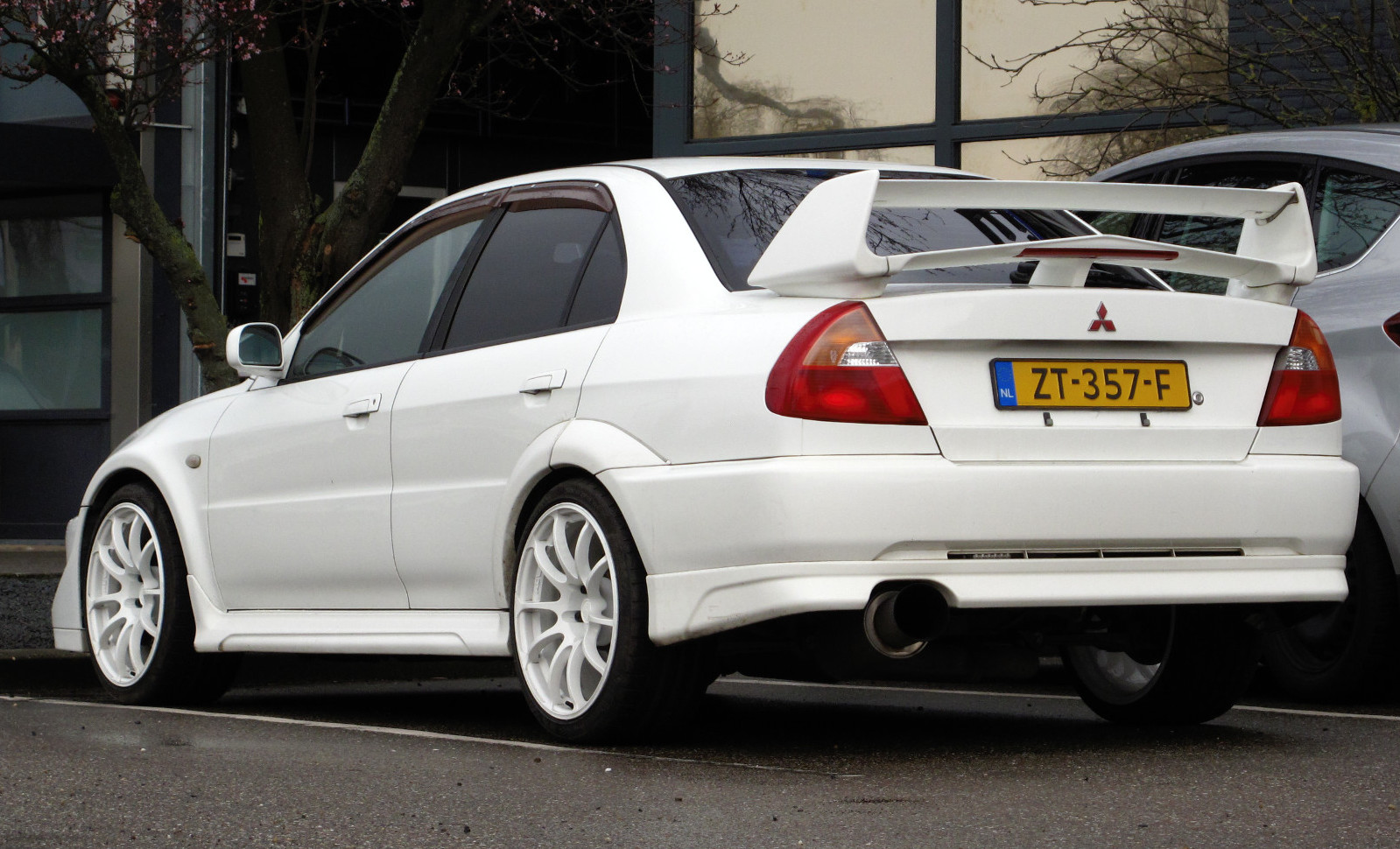
Lancer Evo VI Tommi Makinen Edition
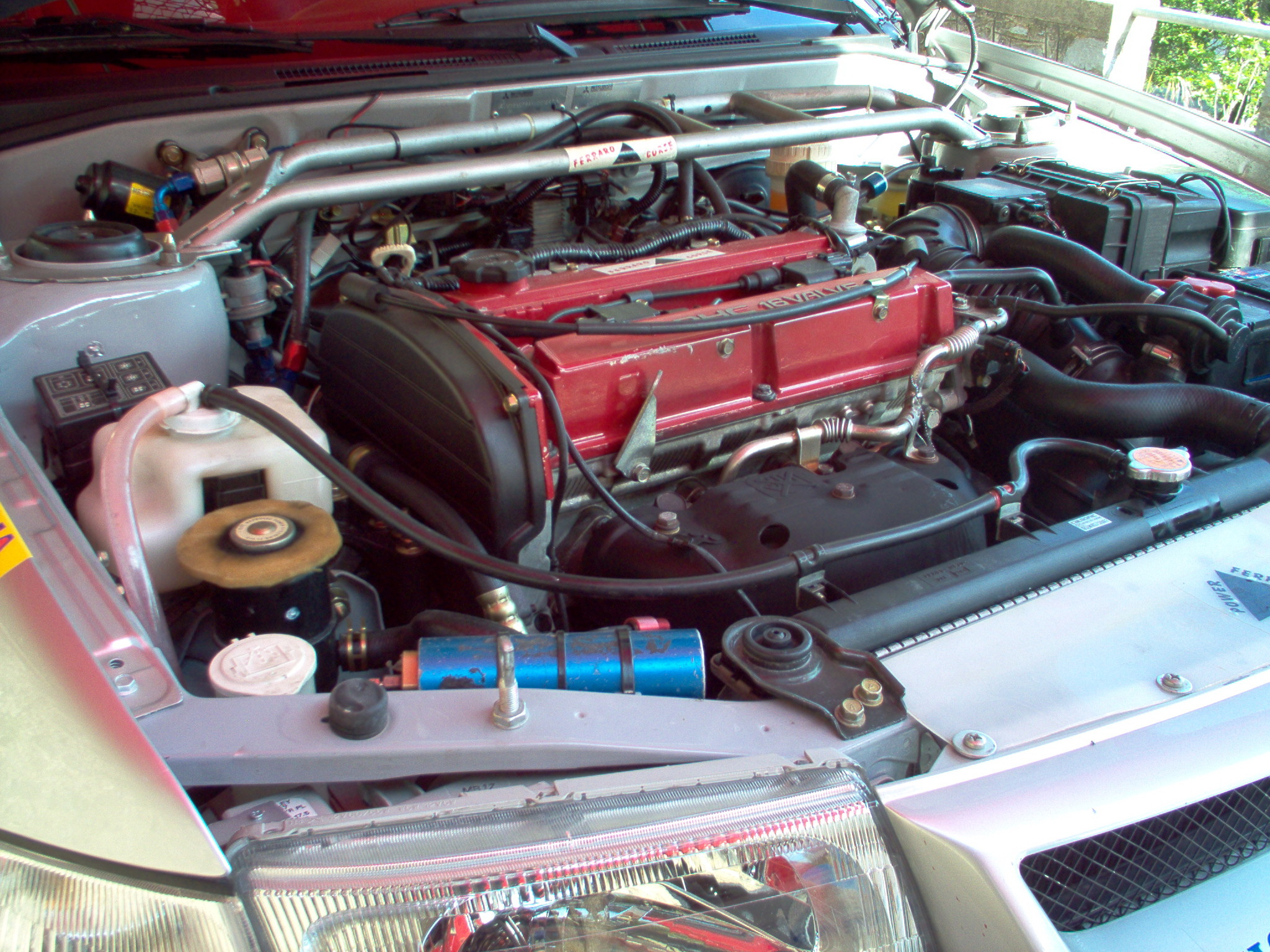
Motor
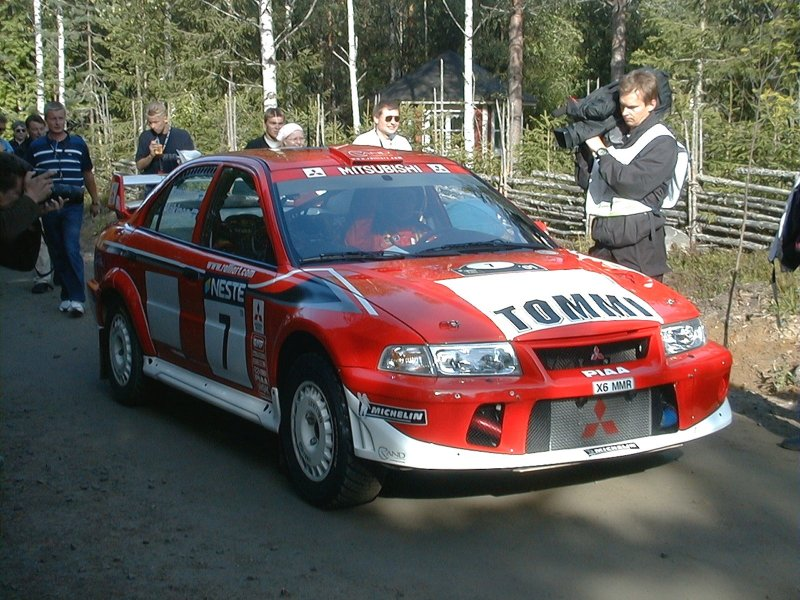
Tommi Mäkinen

#### Specifikace
| Verze             | Motor                            | Systém vstřikování | Vrtání × zdvih      | Kompresní poměr   | Maximální výkon                   | Max. točivý moment     | Zrychlení 0–100 km/h | Max. rychlost     |
| Benzinové motory: | Benzinové motory:                | Benzinové motory:  | Benzinové motory:   | Benzinové motory: | Benzinové motory:                 | Benzinové motory:      | Benzinové motory:    | Benzinové motory: |
| ----------------- | -------------------------------- | ------------------ | ------------------- | ----------------- | --------------------------------- | ---------------------- | -------------------- | ----------------- |
| 2.0 T             | R4 2,0 l (1997 cm³) , DOHC turbo | vstřikování EFi    | 85,00 mm × 88,00 mm | 8,8:1             | 280 koní (206 kW) při 6500 ot/min | 373 Nm při 3000 ot/min | 4,4 s                | 241 km/h          |

### Evolution VII (2001–2003)
V roce 2001 byla automobilka Mitsubishi nucena Mezinárodní automobilovou federací k závodům WRC za použití pravidel WRC pro stavbu vozidla, které by nemuselo dodržovat ani pravidla Třídy A a ani homologační předpisy. Lancer Evolution VII byl postaven na platformě osmé generace civilního Lanceru (Lancer Cedia) a proto měl i vyšší hmotnost oproti Evo VI, ale zároveň se dočkal několika důležitých vylepšení podvozku. Největší změnou bylo přidání aktivního středového diferenciálu a efektivnějšího samosvorného diferenciálu. Točivý moment byl zvětšen na hodnotu 385 Nm bez většího sání vzduchu i bez zvýšení výkonu, který zůstal na hodnotě 206 kW/280 koní.
Zavedení Lanceru Evolution VII přišlo v první řadě s automatickým hnacím ústrojím, které bylo zahrnuto do modelu GT-A. Model GT-A byl vyráběn pouze v roce 2002 a obsahoval následující doplňky: GT-A diamantem broušená 17" kola z lehkých slitin, čiré čočky zadních světel a přední světlomety ve stylu all-in-one (později použité v Lanceru Evolution VIII). Verze GT-A byla k dispozici buď bez zadního spoileru, s krátkým spoilerem (později použitý v Lanceru Evolution VIII 260), nebo s thunderspoilerem montovaným ve standardních modelech Evolution VII. Nejrozdílnějším rysem byla hladká kapota bez otvorů pro chlazení motoru. I když má menší chladicí schopnosti, byla navržena tak, aby dávala menší odpor vzduchu při dálničních rychlostech.
Zákazníci si mohli zvolit provedení interiéru s použitím velurového luxusního čalounění, celokoženého provedení, nebo interiéru se sportovními sedadly Recaro. Interiér GT-A se lišil tím, že měl chromované kliky dveří, různé části přístrojové desky a rámečky kolem budíků.
K dispozici byla 5rychlostní automatická převodovka, kterou Mitsubishi nazývalo "fuzzy logic", ta se mohla "naučit" jízdní vlastnosti řidiče a přizpůsobila dobu přeřazení a podle toho i podřazovala. Výkon byl poněkud snížen oproti verzi s manuální převodovkou na 194 kW/264 koní. Převodovka ve verzi GT-A se už znovu neobjevila v Lanceru Evolution VIII, ale montovala se do kombi verze Lancer Evolution IX Wagon. S příchodem Lanceru Evolution X byla nahrazena dvouspojkovou převodovkou Twin Clutch SST.

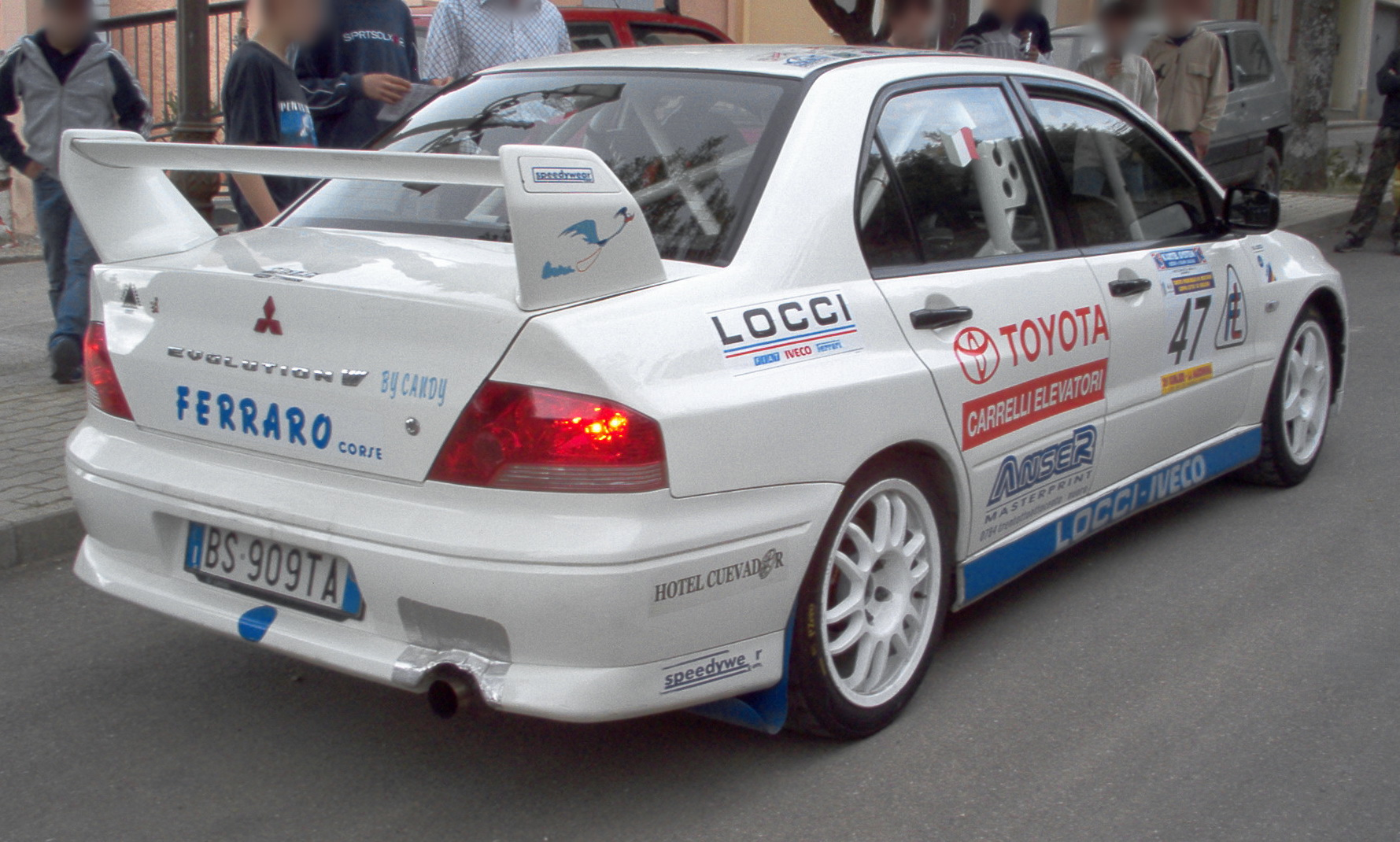
Mitsubishi Lancer Evolution VII
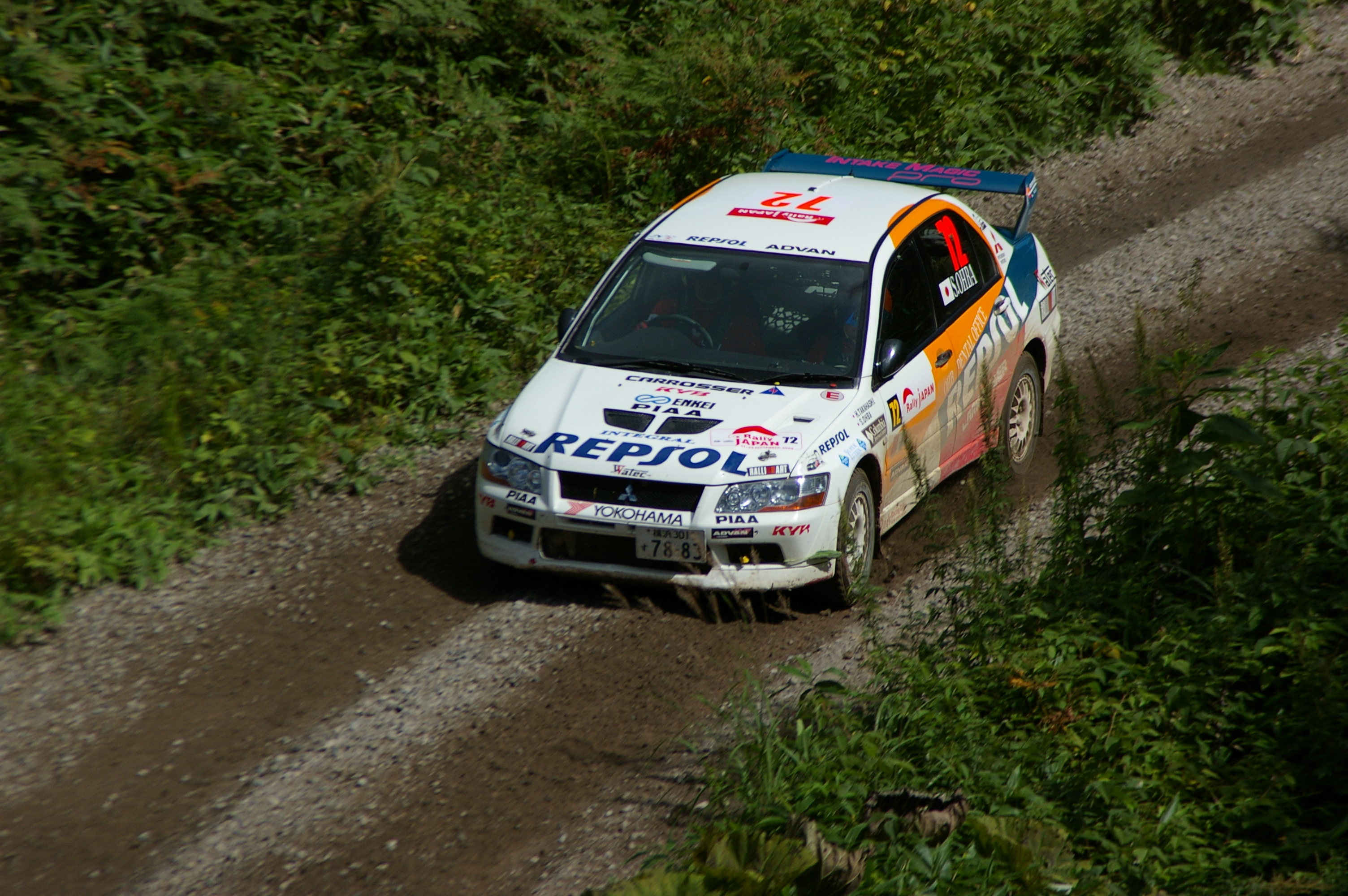
Mitsubishi Lancer Evolution VII skupiny N při Japonské rally 2006

#### Specifikace
| Verze             | Motor                           | Systém vstřikování | Vrtání × zdvih      | Kompresní poměr   | Maximální výkon                   | Max. točivý moment     | Zrychlení 0–100 km/h | Max. rychlost     |
| Benzinové motory: | Benzinové motory:               | Benzinové motory:  | Benzinové motory:   | Benzinové motory: | Benzinové motory:                 | Benzinové motory:      | Benzinové motory:    | Benzinové motory: |
| ----------------- | ------------------------------- | ------------------ | ------------------- | ----------------- | --------------------------------- | ---------------------- | -------------------- | ----------------- |
| 2.0 GSR           | R4 2,0 l (1997 cm³), DOHC turbo | vstřikování EFi    | 85,00 mm × 88,00 mm | 8,8:1             | 280 koní (206 kW) při 6500 ot/min | 383 Nm při 3500 ot/min | 5,4 s                | 253 km/h          |
| 2.0 RS            | R4 2,0 l (1997 cm³), DOHC turbo | vstřikování EFi    | 85,00 mm × 88,00 mm | 8,8:1             | 284 koní (209 kW) při 6500 ot/min | 383 Nm při 3500 ot/min | b/d                  | b/d               |
| 2.0 GT-A          | R4 2,0 l (1997 cm³), DOHC turbo | vstřikování EFi    | 85,00 mm × 88,00 mm | 8,8:1             | 272 koní (200 kW) při 6500 ot/min | 343 Nm při 3500 ot/min | b/d                  | b/d               |

### Evolution VIII (2003–2005)
Evolution VIII byl v roce 2003 upraven, tentokrát s 17palcovými šedými koly Enkei, brzdami Brembo, tlumiči Bilstein a 5rychlostní manuální převodovkou, která přenášela výkon 202 kW/280 koní. Původně jednorázový model byl tak úspěšný, že do roku 2005 byl k dispozici ve čtyřech verzích: standardní model GSR v Japonsku, RS s ocelovou střechou, 5rychlostní manuální převodovkou a standardními koly (bez přebytečných komponent jako vnitřní mapové osvětlení, elektrické ovládání) dveří, rádio), SSL (se střešním oknem, subwooferem v kufru a koženými sedaly) a MR, který přišel se samosvorným diferenciálem na přední nápravě, hliníkovou MR hlavicí řadicí páky, karbonovou hlavicí ruční brzdy, 17palcovými koly BBS, hliníkovou 6rychlostní manuální převodovkou. Evolution VIII přišel také se sportovními chromovanými zadními světly.
Lancer Evolution VIII MR používal hladké, ale účinné tlumiče Bilstein pro lepší ovladatelnost. Vůz byl lehčí, se sníženým těžištěm, a to nejen díky použití hliníkového střešního panelu. Dalšího zlepšení jízdních vlastností dosáhlo Mitsubishi montáží vlastního elektronického systému pohonu všech kol, ACD 5 + Super AYC 6 kontrolou trakce a sportovním ABS. Lancer Evolution VIII byl představen veřejnosti v roce 2003 na Tokyo Motor Show s označením MR, tradičně rezervovaným pro vysoce výkonné verze automobilkou Mitsubishi Motors (poprvé použito na vozidle Galant GTO). Ostatní díly verze MR jsou kola BBS z lehkých slitin, výše uvedené tlumiče Bilstein a hliníkový střešní panel. Ve Spojeném království bylo představeno mnoho speciálních verzí Lanceru Evolution VIII včetně FQ300, FQ320, FQ340 a FQ400 verzí. Tyto verze disponovaly výkonem 305, 325, 345 a 405 koní (227, 239, 254 a 298 kW). Přestože Mitsubishi dosud nepotvrdilo skutečnost, že písmena FQ údajně znamenají "f**king quick", tedy v překladu "zkurveně rychlý".
FQ400 se prodával přes UK Ralliart a disponoval výkonem 302 kW/411 koní z jeho 2litrového 4G63 motoru kvůli jeho zvláštnímu tuningu britskými firmami jako Rampage Tuning, Owen Developments a Flow Race Engines. S 202,9 koňmi na litr zdvihového objemu je jedním z nejvýkonnějších vozů co se týče litrového výkonu. S pohotovostní hmotností 1450 kg zvládl zrychlení z 0 na 96 km/h za 3,5 vteřiny, z 0 na 160 km/h za 9,1 vteřiny, 1/4 míle za 12,1 vteřiny při konečné rychlosti 190 km/h maximální rychlostí 282 km/h při jeho ceně £47,000. Televizní motoristická série Top Gear prokázala, že FQ400 mohl překvapivě držet krok z Lamborghini Murciélagem na okruhu zkušební tratě. Jezdec Stig zaznamenal s FQ400 dobu jednoho kola 1 minuta 24,8 sekundy, což je o 1,1 sekundy více než Murciélago, které dosáhlo času 1 minuta 23,7 sekundy. V podobném testu provedeném magazínem Evo byl Evolution schopen projet kolo Bedford Autodrome rychleji než Audi RS4 a Porsche Carrera 911 4S.

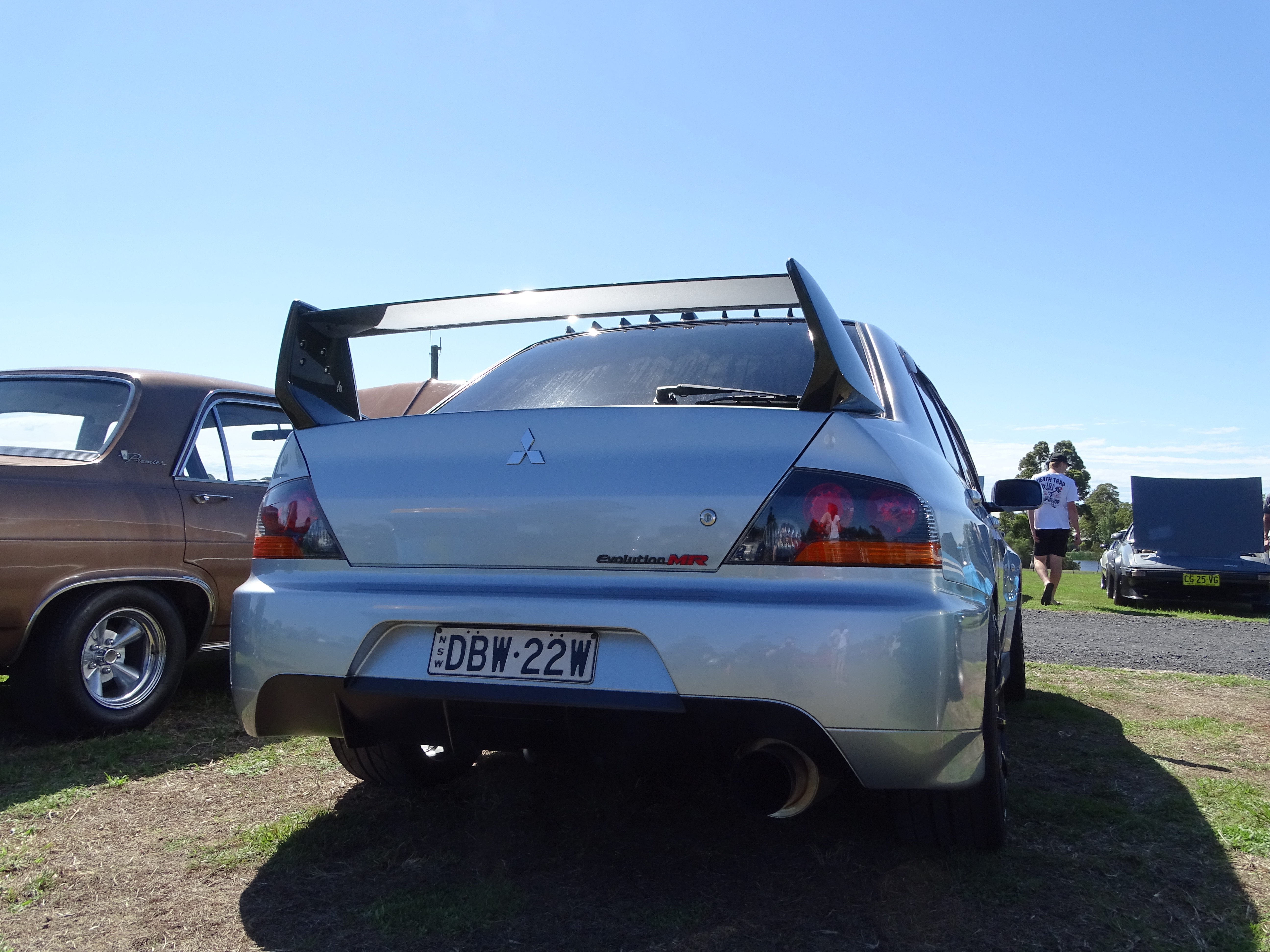
Lancer Evolution VIII MR
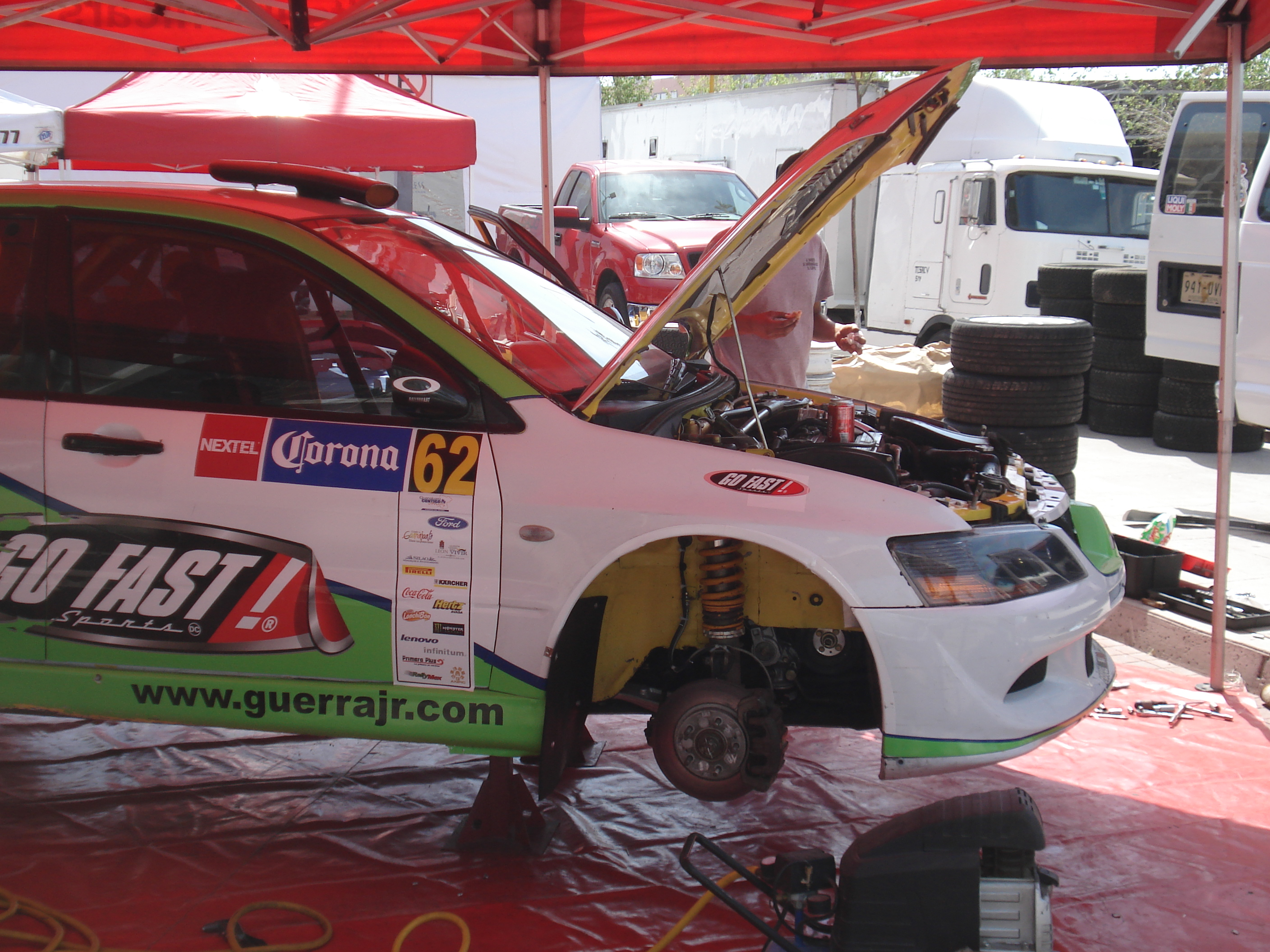
Lancer Evolution VIII

#### Specifikace
| Verze             | Motor                            | Systém vstřikování | Vrtání × zdvih      | Kompresní poměr   | Maximální výkon                   | Max. točivý moment     | Zrychlení 0–100 km/h | Max. rychlost     |
| Benzínové motory: | Benzínové motory:                | Benzínové motory:  | Benzínové motory:   | Benzínové motory: | Benzínové motory:                 | Benzínové motory:      | Benzínové motory:    | Benzínové motory: |
| ----------------- | -------------------------------- | ------------------ | ------------------- | ----------------- | --------------------------------- | ---------------------- | -------------------- | ----------------- |
| 2.0 260           | R4 2,0 l (1997 cm³), DOHC, turbo | vstřikování EFi    | 85,00 mm × 88,00 mm | 8,8:1             | 265 koní (195 kW) při 6500 ot/min | 355 Nm při 3500 ot/min | 6,1 s                | 245 km/h          |
| 2.0 FQ300         | R4 2,0 l (1997 cm³), DOHC, turbo | vstřikování EFi    | 85,00 mm × 88,00 mm | 8,8:1             | 304 koní (224 kW) při 6200 ot/min | 407 Nm při 4500 ot/min | 4,9 s                | 253 km/h          |
| 2.0 FQ330         | R4 2,0 l (1997 cm³), DOHC, turbo | vstřikování EFi    | 85,00 mm × 88,00 mm | 8,8:1             | 335 koní (246 kW) při 6800 ot/min | 413 Nm při 5000 ot/min | 4,7 s                | 253 km/h          |
| 2.0 MR FQ300      | R4 2,0 l (1997 cm³), DOHC, turbo | vstřikování EFi    | 85,00 mm × 88,00 mm | 8,8:1             | 309 koní (227 kW) při 6788 ot/min | 400 Nm při 3500 ot/min | b/d                  | 253 km/h          |
| 2.0 MR FQ320      | R4 2,0 l (1997 cm³), DOHC, turbo | vstřikování EFi    | 85,00 mm × 88,00 mm | 8,8:1             | 331 koní (243 kW) při 6600 ot/min | 415 Nm pri 4500 ot/min | b/d                  | 253 km/h          |
| 2.0 MR FQ340      | R4 2,0 l (1997 cm³), DOHC, turbo | vstřikování EFi    | 85,00 mm × 88,00 mm | 8,8:1             | 350 koní (257 kW) při 6750 ot/min | 435 Nm při 4895 ot/min | b/d                  | 253 km/h          |
| 2.0 MR FQ400      | R4 2,0 l (1997 cm³), DOHC, turbo | vstřikování EFi    | 85,00 mm × 88,00 mm | 8,8:1             | 411 koní (302 kW) při 6400 ot/min | 474 Nm při 5500 ot/min | 3,5 s                | 282 km/h          |
| 2.0 RS            | R4 2,0 l (1997 cm³), DOHC, turbo | vstřikování EFi    | 85,00 mm × 88,00 mm | 8,8:1             | 280 koní (206 kW) při 6500 ot/min | 392 Nm při 3500 ot/min | b/d                  | b/d               |

### Evolution IX (2005–2007)
Mitsubishi představilo Evolution IX v Japonsku dne 3. března 2005. V ten stejný den také společnost ukázala vůz pro evropský trh na Geneva Motor Show. Severoamerický trh se dočkal Evolutionu IX na výstavě New York International Auto Show o měsíc později. 2.0 L 4G63 motor s technologií MIVEC (proměnné časování ventilů) a revidovaný design turbodmychadla zvýšil oficiální výkon na klikové hřídeli na 214 kW/291 koní s točivým momentem 392 Nm.
Tři verze Lanceru Evolution IX byly představeny pro Japonsko, Evropu a Asii. Přestože všechny modely používají 291 koňový motor, točivý moment se liší. V Evropě, ale byl Evolution IX osazen motorem o výkonu 206 kW/280 koní. GSR model produkuje 400 Nm točivého momentu, zatímco verze RS a GT produkují 407 Nm.
- RS (rallye sport) má 5stupňovou převodovku, hliníkovou střechu, širší rozchod kol, minimální interiér, samosvorný diferenciál a titanově-hořčíkové turbodmychadlo, dostupné s volantem na levo

- GT má 6stupňovou převodovku; mechanicky je to v podstatě model RS, ale s některými GSR rysy (hlavně interiérové doplňky)

- GSR má 6stupňovou převodovku; jednotrubkové tlumiče Bilstein, hliníkovou střechu, širší rozchod kol, S-AYC (Super Active Yaw Control), 2-DIN rádio

- MR Ralliart Edition na základě Lanceru Evolution VI Tommi Makinen Edition, japonský Lancer Evolution IX MR Edition byl exkluzivně upraven firmou Ralliart, vzhledem je téměř stejný jako civilní Evo IX, ale s karbonovým předním spodním spoilerem nárazíku, oficiálním zevnějškem Ralliart, 17 palcovými 1dílnými černými koly Ralliart (pouze exkluzivně pro japonský trh)

#### Evolution IX Wagon
V Japonsku bylo představeno celkem 2500 kusů limitované edice Evolution IX Wagon, a to krátce po debutu sedanu. Evolution IX Wagon má zadní část z Lanceru Sportback Wagon, která byla použita do sedanu. Byly představeny dva modely: GT se 6stupňovou manuální převodovkou a GT-A s 5stupňovou automatickou převodovkou. Tak jako jiné verze, měla verze Wagon změněny chromové lišty a jinak navrženy sedadla, zbytek interiéru byl stejný jako v sedanu.

#### Specifikace
| Verze             | Motor                             | Systém vstřikování | Vrtání x zdvih      | Kompresní poměr | Maximálny výkon                   | Max. kroutící moment   | 0–100 km/h | Max. rychlost |
| ----------------- | --------------------------------- | ------------------ | ------------------- | --------------- | --------------------------------- | ---------------------- | ---------- | ------------- |
| Benzínové motory: |                                   |                    |                     |                 |                                   |                        |            |               |
| 2.0 FQ300         | R4 2,0 l (1 997 cm³), DOHC, turbo | vstřikování EFi    | 85,00 mm × 88,00 mm | 8,8:1           | 309 koní (227 kW) při 6950 ot/min | 403 Nm při 4400 ot/min | 4,7 s      | 253 km/h      |
| 2.0 FQ320         | R4 2,0 l (1997 cm³), DOHC, turbo  | vstřikování EFi    | 85,00 mm × 88,00 mm | 8,8:1           | 331 koní (243 kW) při 6700 ot/min | 415 Nm při 4300 ot/min | 4,5 s      | 253 km/h      |
| 2.0 FQ340         | R4 2,0 l (1997 cm³), DOHC, turbo  | vstřikování EFi    | 85,00 mm × 88,00 mm | 8,8:1           | 350 koní (257 kW) při 6800 ot/min | 435 Nm při 4600 ot/min | 4,3 s      | 253 km/h      |
| 2.0 FQ360         | R4 2,0 l (1997 cm³), DOHC, turbo  | vstřikování EFi    | 85,00 mm × 88,00 mm | 8,8:1           | 371 koní (273 kW) při 6887 ot/min | 492 Nm při 3200 ot/min | 4,1 s      | 257 km/h      |
| 2.0 RS            | R4 2,0 l (1997 cm³), DOHC, turbo  | vstřikování EFi    | 85,00 mm × 88,00 mm | 8,8:1           | 280 koní (206 kW) při 6500 ot/min | 407 Nm při 3000 ot/min |            |               |
| 2.0               | R4 2,0 l (1997 cm³), DOHC, turbo  | vstřikování EFi    | 85,00 mm × 88,00 mm | 8,8:1           | 280 koní (206 kW) při 6500 ot/min | 355 Nm při 3500 ot/min | 5,7 s      | 250 km/h      |

### Evolution X (2007–2016)
V roce 2005 Mitsubishi představilo koncept další generace Lanceru Evolution na 39. ročníku autosalonu Tokyo Motor Show, který nesl název Concept-X. Koncept navrhl Omer Halilhodžić ze společnosti Evropského designového centra. Mitsubishi představilo v roce 2007 druhý koncept s názvem Prototype-X na výstavě North American International Auto Show (NAIAS).
Lancer Evolution X má novo navrhnutý přeplňovaný motor 4B11T s objemem 2.0 L (1998 cm³) celohliníkový řadový čtyřválec. Výkon a točící moment závisí na trhu, kde se prodává, ale všechny verze mají aspoň 230 kW/305 koní. (JDM verze), verze prodávaná v USA má o něco vyšší výkon. Britské modely sú přestavovány tamní firmou v souladu s předcházejícími MR edicemi nesoucími označení FQ. Možnosti výkonů motorů pro britský trh je od 250 kW/320 koní do 300 kW/407 koní.
Dvě verze vozidla jsou prodávány v USA: Lancer Evolution MR se 6rychlostní dvoj-spojkovou převodovkou (TC-SST). Druhá verze GSR má 5rychlostní manuální převodovku. Evolution X má systém permanentního pohonu všech čtyř kol S-AWC (Super All Wheel Control), který je pokročilejší verzí systému AWC používaném v předchozí generaci.

#### Specifikace
| Verze                       | Zdvihový objem   | Max. výkon           | Max. kroutící moment | Zrychlení (0–100 km/h) | Max. rychlost |
| --------------------------- | ---------------- | -------------------- | -------------------- | ---------------------- | ------------- |
| Benzinové motory            |                  |                      |                      |                        |               |
| 2.0 MIVEC 5 MT              | 2,0 l (1997 cm³) | 295 koní/6500 ot/min | 366 Nm/3500 ot/min   | 5,4 s                  | 240 km/h      |
| 2.0 GT360 MIVEC 5 MT        | 2,0 l (1997 cm³) | 360 koní/6500 ot/min | 460 Nm               | 4,4 s                  |               |
| 2.0 TC-SST MIVEC 6 AT       | 2,0 l (1997 cm³) | 295 koní/6500 ot/min | 366 Nm/3500 ot/min   | 6,3 s                  | 242 km/h      |
| 2.0 TC-SST GT330 MIVEC 6 AT | 2,0 l (1997 cm³) | 330 koní/6500 ot/min | 430 Nm               | 4,9 s                  |               |

## Sportovní výsledky
Tommi Mäkinen s verzí Lancer EVO 4x vyhrál titul mistra světa v rallye. Při prvním startu s EVO VI na Rallye Monte Carlo 1999 a s EVO VI 2001 na Rallye Monte Carlo 2001 získal hned debutové vítězství.

### Evolution VII WRC

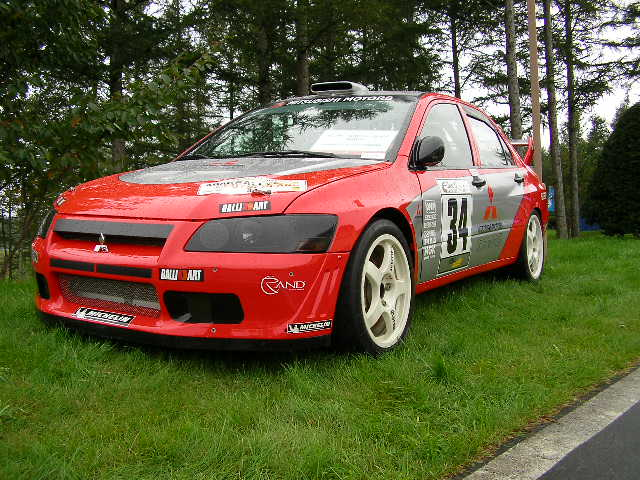
EVO VII WRC

Lancer EVO VII WRC byl prvním automobilem, který byl stavěn přímo pro tuto kategorii. Vůz se účastnil Mistrovství světa v rallye 2002 a tým Ralliart vybojoval páté místo, stejně jako Škoda Motorsport. Vůz byl poháněn motorem o objemu 1996 cm3, který dosahoval výkonu 221 kW a točivého momentu 540 Nm. Měl rozvod DOHC a turbodmychadlo vlastní konstrukce. Šestistupňová sekvenční převodovka byla typu Xtrac. Vůz měl elektronicky řízené diferenciály a spojku AP Racing. Tým používal pneumatiky Michelin. Na asfaltu jezdil na osmnáctipalcových a na šotolině na patnáctipalcových kolech. První start proběhl na Rallye San Remo 2001.

#### Rozměry
- Délka 4360 mm
- Šířka 1770 mm
- Rozvor 2600 mm
- Hmotnost 1230 kg